# Брукфилд (Илиноис)
Брукфилд (енгл. Brookfield) град је у америчкој савезној држави Илиноис.

## Демографија
По попису из 2010. године број становника је 18.978, што је 107 (-0,6%) становника мање него 2000. године.
| Група             | 2000.          | 2010.          |
| Белци             | 16.961 (88,9%) | 14.888 (78,4%) |
| Афроамериканци    | 169 (0,9%)     | 476 (2,5%)     |
| Азијати           | 237 (1,2%)     | 285 (1,5%)     |
| Хиспаноамериканци | 1.537 (8,1%)   | 3.069 (16,2%)  |
| Укупно            | 19.085         | 18.978         |